# نیروی هوایی پاکستان
نیروی هوایی پاکستان (به اردو: پاک فِضائیه و به انگلیسی: Pakistan Air Force) شاخه رزم هوایی در نیروهای مسلح پاکستان است که افزون بر دفاع هوایی پاکستان، نقش پشتیبانی هوایی از نیروی دریایی و نیروی زمینی و همچنین ترابری هوایی استراتژیک را برعهده دارد. براساس گزارش مؤسسه بین‌المللی مطالعات استراتژیک، تا سال ۲۰۲۱ این نیرو بیش از ۷۰۰۰۰ نیروی فعال و دست‌کم ۹۷۰ هواگرد دارد. وظیفه اصلی آن «ارائه کارآمدترین، مطمئن‌ترین و به‌صرفه‌ترین دفاع هوایی از پاکستان در هم‌افزایی با دیگر سازمان‌های داخلی» است. نیروی هوایی پاکستان از زمان تأسیس خود در سال ۱۹۴۷، در عملیات‌های جنگی مختلف حاضر بوده است و از ماموریت‌ها رزمی و امدادی نیروهای مسلح پاکستان پشتیبانی هوایی کرده است. ماده ۲۴۳ قانون اساسی پاکستان، رئیس‌جمهور پاکستان را به‌عنوان فرمانده غیرنظامی نیروهای مسلح پاکستان منصوب می‌کند. رئیس‌جمهور با مشورت و تأییدیه مورد نیاز از نخست‌وزیر پاکستان، فرمانده نیروی هوایی را که طبق قانون یک ژنرال چهار-ستاره است، منصوب می‌کند.